# Bailleau-le-Pin

Bailleau-le-Pin este o comună în departamentul Eure-et-Loir, Franța. În 2009 avea o populație de 1507 de locuitori.